# Airbus A380F

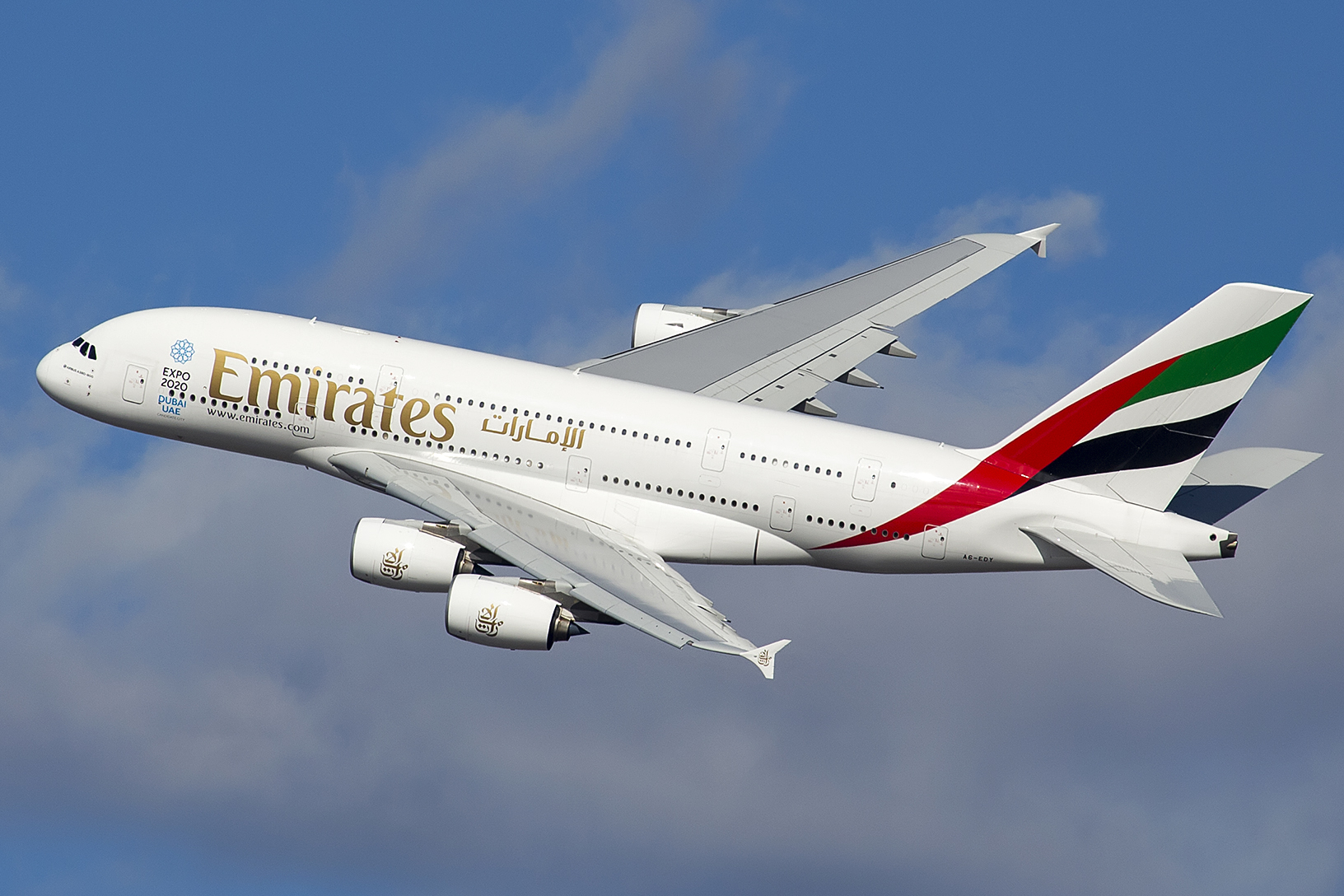
Airbus A380 da Emirates em sua versão de passageiros

O Airbus A380F foi um projeto da Airbus para uma versão cargueira do Airbus A380.
O projeto foi encomendado apenas pela americana FedEx, mas devido aos atrasos da produção do A380, cancelou seus pedidos da aeronave. Devido a isso a aeronave nunca saiu do projeto
A aeronave teria capacidade de transportar 330 mil libras de carga e teria uma autonomia maior que a do seu rival, o Boeing 747F, e poderia proporcionar rotas como Londres até Hong Kong 